# Ockrabröstad lövletare
Ockrabröstad lövletare (Anabacerthia lichtensteini) är en fågel i familjen ugnfåglar inom ordningen tättingar.

## Utbredning och systematik
Den förekommer från östra Paraguay till östra och sydöstra Brasilien och Misiones i nordöstra Argentina. Tidigare placerades arten i Philydor, men DNA-studier visar att den står nära arterna i Anabacerthia och inkluderas därför numera vanligen i det släktet.

## Status och hot
Arten har ett stort utbredningsområde, men tros minska i antal, dock inte tillräckligt kraftigt för att den ska betraktas som hotad. Internationella naturvårdsunionen IUCN listar arten som livskraftig (LC).